# Desirée Noferini
Desirée Noferini (Bagno a Ripoli, 3 aprile 1987) è un'attrice e modella italiana.

## Biografia
Di padre italiano e madre italo-etiope, dopo il diploma all'istituto d'arte, studia al "corso di recitazione Jenny Tamburi" e al Centro Sperimentale di Cinematografia a Roma. Frequenta il laboratorio permanente di Alessandro Prete, dove è anche membro.
Nel 2001 partecipa al concorso "Elite Model Look". Nel 2002 vince il concorso relativo alla promozione del videogioco Tomb Raider: The Prophecy, diventando la "Lara Croft italiana". Nel 2005, eletta Miss Toscana, partecipa a Miss Italia, entrando tra le prime 20. In questa edizione vince il titolo nazionale di Miss Sasch e Miss Telefonino 3. Tra il 2005 e il 2006 lavora per Sasch. Nel 2006 fa parte del cast di Quelli che il calcio, condotto da Simona Ventura su Rai Due, nel ruolo di "schedina".
Dopo una piccola partecipazione alla serie TV Gente di mare 2, trasmessa su Rai Uno, nel 2008 è una delle protagoniste del film Un gioco da ragazze, diretto da Matteo Rovere, nel ruolo di Michela Ricasoli. Nello stesso anno è protagonista di una puntata di Don Matteo 6.
Nel 2009 è protagonista di Cous cous alla bolognese, regia dei Manetti Bros., film TV della terza stagione de L'ispettore Coliandro. Nello stesso anno gira i film 20 sigarette, tratto dal libro Venti sigarette a Nassiriya, scritto da Aureliano Amadei, unico superstite della strage di Nassiriya del 2003 e regista del film, e Non c'è tempo per gli eroi, regia di Andrea Mugnaini, in cui è protagonista insieme a Paolo Bernardini.
Nel 2011 fa parte del cast della fiction Mediaset Un amore e una vendetta, regia di Raffaele Mertes. Nel 2012 è una delle protagoniste della miniserie Rai La vita che corre, regia di Fabrizio Costa. Nel 2013 gira sempre per la Rai la miniserie Casa e bottega, regia di Luca Ribuoli. Nel 2014 torna sul grande schermo come protagonista femminile del film Seconda primavera, scritto e diretto da Francesco Calogero. Nel 2015 fa parte del cast dei film TV Rai Anna e Yusef, regia di Cinzia TH Torrini e Con il sole negli occhi, diretta da Pupi Avati.
Nel 2017 è una delle protagoniste della fiction Mediaset Sacrificio d'amore, nel ruolo di Maddalena Prizzi. Sempre nello stesso anno debutta a teatro ne L'avaro di Molière, adattato e diretto da Ugo Chiti.
Sempre nel 2017 è nel cast di Una vita spericolata di Marco Ponti; nello stesso anno le viene affidato il ruolo di Silvana Romano in La giostra degli scambi, puntata della serie Il commissario Montalbano, per la regia di Alberto Sironi.
Nel 2019 entra nel cast della soap opera quotidiana di Rai 1 Il paradiso delle signore, nel ruolo di Lisa Conterno.
Nel 2022 entra nel cast della soap opera quotidiana di Rai 3 Un posto al sole nel ruolo di Virginia. Nello stesso anno recita nella miniserie Fosca Innocenti.

## Filmografia

### Cinema
- Un gioco da ragazze, regia di Matteo Rovere (2008)
- 20 sigarette, regia di Aureliano Amadei (2010)
- Non c'è tempo per gli eroi, regia di Andrea Mugnaini (2010)
- Seconda primavera, regia di Francesco Calogero (2014)
- Una vita spericolata, regia di Marco Ponti (2018)
- Una sconosciuta, regia di Fabrizio Guarducci (2021)

### Televisione
- Don Matteo – serie TV, episodio 6x23 (2008)
- L'ispettore Coliandro – serie TV, episodio 3x04 (2009)
- Squadra antimafia - Palermo oggi – serie TV, episodio 3x02 (2011)
- Un amore e una vendetta, regia di Raffaele Mertes e Daniele Falleri – miniserie TV (2011)
- Il restauratore – serie TV, episodio 1x04 (2012)
- La vita che corre, regia di Fabrizio Costa – miniserie TV (2012)
- Casa e bottega, regia di Luca Ribuoli – miniserie TV (2013)
- I Cesaroni – serie TV, episodio 6x08 (2014)
- Con il sole negli occhi, regia di Pupi Avati – film TV (2015)
- Anna e Yusef, regia di Cinzia TH Torrini – film TV (2015)
- Sacrificio d'amore – serie TV (2017-2018)
- Il commissario Montalbano – serie TV, episodio 12x31 (2018)
- La dottoressa Giò 3 – serie TV (2019)
- Il paradiso delle signore – soap opera (2019)
- Un posto al sole – soap opera (2021-2022, 2024)
- Fosca Innocenti – serie TV (2022-2023)

### Cortometraggi
- Sole amico, regia di Ivan Silvestrini (2008)
- Fisico da spiaggia, regia di Edoardo De Angelis (2008)
- L'occasione, regia di Alessandro Capitani (2010)
- Chernobyl, regia di Franco Dipietro (2015)

## Teatro
- L'avaro di Molière, adattamento e regia di Ugo Chiti (2016-2017)
- La febbre incendiaria - in teatro di Marco Cantini, regia di Rosario Campisi (2019)

## Videoclip
- Nell'aria di L'Aura (2008)

## Riconoscimenti
- Premio come miglior interpretazione nella sezione lungometraggi per il film Non c'è tempo per gli eroi al Valdarno Cinema Fedic (2010)[5]